# Витвица (село)
Ви́твица (укр. Витвиця) — село в Калушском районе Ивано-Франковской области Украины. Административный центр Витвицкой сельской общины.
Население составляет 1300 человек. Занимает площадь 45,85 км². Почтовый индекс — 77533. Телефонный код — 3477.

## Известные уроженцы
- Янишевский, Степан Павлович (1914—1951) — украинский националист, поручик УПА, офицер СБ-ОУН.